# 岩城親隆
岩城 親隆（いわき ちかたか）は、戦国時代から安土桃山時代にかけての武将・戦国大名。岩城氏16代当主。伊達政宗の伯父にあたる。

## 生涯
陸奥国の伊達晴宗の長男として誕生。天文3年（1534年）の合戦の際、父・晴宗と外祖父・岩城重隆との約定により、重隆の養嗣子となって岩城氏の家督継承者となる。永禄12年（1569年）、養父・重隆が没すると家督を継承した。
近隣の田村氏や石川氏の領土を侵したり、二階堂盛義の援助のため出兵するなどの小規模の軍事活動がみられるが、基本的には重隆以来の外交重視の路線を踏襲しており、実家伊達氏において実父・晴宗と実弟・輝宗が対立すると仲裁し、また、二階堂氏の去就をめぐり対立する伊達氏と蘆名氏との和睦を斡旋した記録も存在する。叔父・伊達実元に対し実父と実弟の関係を憂慮する内容の手紙を交換するなど、実家伊達氏との関係は重視していたようである。
常陸国の佐竹氏は佐竹義昭の代より石川氏や白河結城氏の従属化を目指し陸奥に進出するようになり、かつては友好的であった岩城氏との関係も先代・重隆の時代より徐々に悪化しつつあった。親隆は義昭の娘を妻に迎えていたにもかかわらず関係は改善しなかった。永禄11年（1568年）から元亀2年（1571年）にかけて佐竹氏とたびたび軍事衝突を起こす最中、養父・重隆は病死し、親隆もまもなく動静が不明となる。その後は佐竹氏出身の親隆夫人が当主代行として振舞うようになり、佐竹義昭の子・義重が岩城氏の家政に介入するようになることから、この前後に岩城家中に何らかの異変があったものと推測されている（親隆が病のため狂乱し、当主としての活動が不可能になったためともいわれる）。
天正6年（1578年）頃には親隆の子・常隆が当主に就任し、親隆夫人がその後見役を務めた。親隆は記録上は文禄3年（1594年）まで存命していたとある。